# 김보화의 트로트 가요앨범
김보화의 트로트 가요앨범은 대한민국의 방송국인 KBS의 라디오 채널 KBS 2라디오(수도권과 창원 106.1MHz, 춘천 98.7MHz, 강릉,동해,삼척 102.1MHz, 속초,고성 106.7MHz, 양양 103.9MHz, 대전 100.9MHz, 전주 92.9MHz, 광주 95.5MHz, 순천,광양 102.7MHz, 여수 100.9MHz, 고흥,해남 106.7MHz, 대구 102.3MHz, 부산 97.1MHz, 제주 91.9MHz, 제주 서부 92.7MHz, 서귀포 89.7MHz)에서 매일 오전 11시 5분부터 오전 11시 55분까지 개그우먼 김보화의 진행으로 방송했던 트로트 전문 라디오 프로그램이다. 2003년 5월 11일 자로 3년 만에 폐지되었다.

## DJ
- 김보화 개그우먼 (여)